# Ахалчи
Ахалчи (авар. Гӏахьалчӏи) — село в Хунзахском районе республики Дагестан. Административный центр сельского поселения Ахалчинский сельсовет.

## География
Село расположено на Хунзахском плато, возле речки Тобот.

## Население
| 1888 | 1895 | 1926 | 1939 | 1970 | 1989 | 2002 |
| ---- | ---- | ---- | ---- | ---- | ---- | ---- |
| 893  | ↘843 | ↘502 | ↗590 | ↘511 | ↘394 | ↗512 |
| 2010 | 2021 |      |      |      |      |      |
| ↗734 | ↗746 |      |      |      |      |      |

Большинство населения составляют аварцы.

## Известные уроженцы
- Казиев Гусейн Гусейнович — Народный артист Дагестана.